# OFC Champions League 2011/12
De OFC Champions League 2011/12 (of kortweg O-League genoemd) ving aan op 29 oktober 2011 met de eerste wedstrijden in de groepsfase en eindigde op 12 mei 2012 met de tweede finalewedstrijd.
Aan het toernooi namen acht clubs uit zeven landen deel. Uit Nieuw-Zeeland namen twee clubs deel, kampioen Waitakere United en de nummer twee Auckland City FC, tevens titelhouder. Auckland City won voor de tweede keer op rij en voor de derde keer in totaal dit voetbalkampioenschap en vertegenwoordigt als toernooiwinnaar de OFC op het Wereldkampioenschap voetbal voor clubs in december 2012 in Japan.

## Deelname
| Land                | Competitie                        | Club                                            |
| ------------------- | --------------------------------- | ----------------------------------------------- |
| Fiji                | Nationale Liga                    | Ba FA                                           |
| Nieuw-Caledonië     | Division Honneur                  | AS Mont-Dore                                    |
| Nieuw-Zeeland       | New Zealand Football Championship | Auckland City FC (titelhouder) Waitakere United |
| Papoea-Nieuw-Guinea | Nationale Liga                    | PRK Hekari United                               |
| Salomonseilanden    | Nationale Liga                    | Koloale FC Honiara                              |
| Tahiti              | Division Fédérale                 | AS Tefana                                       |
| Vanuatu             | Premia Divisen                    | Amicale FC                                      |

## Groepsfase
De loting vond op 19 juli 2011 plaats in het OFC hoofdkwartier in Auckland, Nieuw-Zeeland. Voor het eerst kwamen de beide Nieuw-Zeelandse teams in de deze fase in gescheiden groepen te spelen. De beide groepswinnaars plaatsten zich voor de finale.
Speeldata
1e wedstrijddag: 29 en 30 oktober
2e wedstrijddag: 12, 19 en 20 november
3e wedstrijddag: 2 en 3 december
4e wedstrijddag: 17 en 18 februari
5e wedstrijddag: 2 en 3 maart
6e wedstrijddag: 31 maart

### Groep A
| Team             | AW | W | G | V | DV | DT | DS  | Pnt |
| ---------------- | -- | - | - | - | -- | -- | --- | --- |
| AS Tefana        | 6  | 4 | 1 | 1 | 15 | 12 | +3  | 13  |
| Waitakere United | 6  | 4 | 0 | 2 | 21 | 6  | +15 | 12  |
| Ba FA            | 6  | 3 | 0 | 3 | 7  | 16 | −9  | 9   |
| AS Mont-Dore     | 6  | 0 | 1 | 5 | 2  | 11 | −9  | 1   |

| Club             | BAF | MON | TEF  | WAI |
| ---------------- | --- | --- | ---- | --- |
| Ba FA            |     | 2-1 | 0-5  | 3-2 |
| AS Mont-Dore     | 0-1 |     | 1-1  | 0-1 |
| AS Tefana        | 4-1 | 2-0 |      | 3-0 |
| Waitakere United | 4-0 | 4-0 | 10-0 |     |

### Groep B
| Team              | AW | W | G | V | DV | DT | DS  | Pnt |
| ----------------- | -- | - | - | - | -- | -- | --- | --- |
| Auckland City FC  | 6  | 4 | 1 | 1 | 17 | 8  | +9  | 13  |
| PRK Hekari United | 6  | 3 | 2 | 1 | 9  | 6  | +3  | 11  |
| Amicale FC        | 6  | 2 | 1 | 3 | 6  | 7  | −1  | 7   |
| Koloale FC        | 6  | 1 | 0 | 5 | 7  | 18 | −11 | 3   |

| Club               | AMI | AUC | HEK | KOL |
| ------------------ | --- | --- | --- | --- |
| Amicale FC         |     | 1-0 | 1-1 | 2-0 |
| Auckland City FC   | 3-2 |     | 2-0 | 7-3 |
| PRK Hekari United  | 2-0 | 1-1 |     | 3-1 |
| Koloale FC Honiara | 1-0 | 1-4 | 1-2 |     |

## Finale
De wordt over twee wedstrijden gespeeld op 29 april en 12 mei 2012
| Team 1           | Tot. | Team 2    | 1e wedstr. | 2e wedstr. |
| ---------------- | ---- | --------- | ---------- | ---------- |
| Auckland City FC | 3-1  | AS Tefana | 2-1        | 1-0        |

OFC Club Championship: 1987 · 1999 · 2001 · 2005 · 2006 

OFC Champions League: 2007 · 2007/08 · 2008/09 · 2009/10 · 2010/11 · 2011/12 · 2012/13 · 2013/14 · 2014/15 · 2016 · 2017 · 2018 · 2019 · 2020 · 2021 · 2022 · 2023